# Жълта книжка
Жълта книжка е четвъртият албум на Слави Трифонов и Ку-ку бенд, създаден през 1995 г.
Албумът става хит покрай новогодишния спектакъл „Джуджешка мистерия“, създаден изцяло по музиката от него.

## Песни
Албумът съдържа следните 14 песни: 
1. „Раждане“ – Музика: Евгени Димитров; Текст: Ивайло Вълчев; Изпълнява: Слави Трифонов
2. „Наричане“ – Музика: Георги Красимиров-Герасим, Георги Милчев-Годжи, Евгени Димитров; Текст: Ивайло Вълчев; Изпълнява: Васил Василев-Зуека
3. „Не ме изпращай“ – Музика: Евгени Димитров, Георги Красимиров-Герасим, Георги Милчев-Годжи; Текст: Ивайло Вълчев; Изпълняват: Камен Воденичаров и Стефан Рядков
4. „Сватба“ – Музика: Евгени Димитров, Георги Красимиров-Герасим, Георги Милчев-Годжи, Слави Трифонов; Текст: Ивайло Вълчев; Изпълнява: Слави Трифонов
5. „Брадва“ – Текст: Ивайло Вълчев; Изпълнява: Мартина Вачкова
6. „Идвам и си отивам“ – Музика: Георги Красимиров-Герасим; Текст: Ивайло Вълчев; Изпълнява: Тончо Токмакчиев
7. „Реквием“ (Балканско болеро) – Музика: Евгени Димитров, Георги Милчев-Годжи и Слави Трифонов; Текст: Ивайло Вълчев; Изпълняват: Слави Трифонов, Георги Милчев-Годжи и Евгени Димитров
8. „Ала нямаш мен“ – Текст: Ивайло Вълчев; Изпълнява: Камен Воденичаров
9. „Жълта книжка“ – Текст: Иван Ангелов; Изпълняват: Слави Трифонов и Тончо Токмакчиев
10. „Dark side of the Cuckoo“ – Изпълняват: Слави Трифонов, Тончо Токмакчиев и Георги Милчев-Годжи
11. „Малка блудна жена“ – Музика: Евгени Димитров; Текст: Соня Момчилова и Любен Дилов-син; Изпълняват: Слави Трифонов, Георги Милчев-Годжи и Евгени Димитров
12. „Влюбени“ – Текст: Иван Ангелов; Изпълняват: Георги Милчев-Годжи и Евгени Димитров
13. „Калина“ – Текст: Тошко Йорданов и Николай Русакиев; Изпълняват: Стефан Рядков и Тодорка Илиева
14. „Приятели“ – Текст: Соня Момчилова; Изпълняват: Мартина Вачкова, Тончо Токмакчиев, Стефан Рядков и Слави Трифонов

## Гост изпълнители
- Селски духов оркестър „Заря“ с ръководител Илия Илиев
- Женски народен хор „Дудук“ [1]